# Isabella Carrie
Isabella Scrimgeour Carrie (* 3. Mai 1878 in Arbroath; † 29. November 1981 in Broughty Ferry, Dundee) war eine schottisch-britische Lehrerin und Suffragette. Sie wurde als Suffragette bekannt, nachdem Türsteher sie aus einer Versammlung geworfen hatten, in der Winston Churchill sprach. Sie soll geäußert haben: „Ich bin nicht als Suffragette zu der Versammlung gekommen, aber jetzt bin ich eine“.

## Leben
Carrie wurde als Tochter von Richard Carrie (ca. 1836–1912), Bleichfeldarbeiter, und seiner Frau Ann Robertson Harris (ca. 1842–1903) geboren. Sie war das einzige Kind des Paares, das das Erwachsenenalter erreichte.
Sie besuchte die örtliche Inverbrothock Public School und anschließend die Arbroath High School. Mit vierzehn Jahren verließ sie die Schule, und wurde im Rahmen des Pupil-Teacher-Systems, das eine vierjährige Ausbildung mit „Lernen am Arbeitsplatz“ und Studium am Abend für Lehrerinnen ohne Abschluss war, Lehrerin an der Arbroath Abbey School. Anschließend studierte sie mit einem Stipendium am Church of Scotland Training College in Edinburgh, einer von drei konfessionellen Lehrerausbildungsstätten dieser Art. Danach unterrichtete sie in Kelty, Fife und von 1904 bis 1907 in Parkhouse in Arbroath, aber ihre Gesundheit verschlechterte sich. Im Jahr 1908 wechselte sie zur Wallacetown School in Dundee.
Über Carries Aktivitäten in der Frauenwahlrechtsbewegung sind keine Details bekannt. Sie dürfte sich aber im weiteren Dunstkreis der ab 1908 in Dundee wachsenden Women’s Social and Political Union (WSPU) bewegt haben. Mit der WSPU wurde sie direkt in Verbindung gebracht, als sie eine Eintrittskarte für eine Rede Winston Churchills, des Abgeordneten für Dundee, bei einem Frauentreffen in der Gilfillan Hall erhielt. Als Carrie aufstand, um eine Frage zu diesem Thema zu stellen, wurde sie aus dem Saal geworfen. Die Türsteher hatten angenommen, sie sei eine der Suffragetten, die Churchills Veranstaltungen störten. Der Fehler der Türsteher wurde von WSPU-Mitgliedern wiederholt, die ebenfalls annahmen, dass ihre Frage an Churchill Teil einer Kampagne war. Carrie wurde danach aufgefordert sich der WSPU direkt anzuschließen, was sie aber wohl nicht tat, obwohl sie gesagt haben soll: „Ich bin nicht als Suffragette zu dem Treffen gekommen, aber jetzt bin ich eine“.
Sie blieb jedoch eine heimliche Unterstützerin. Ab 1912 kümmerte sie sich um WSPU-Mitglieder, die in der Gegend unterwegs waren, und sie unterhielt eine kleine Bibliothek für die Organisation. Ihr als Grundschullehrerin respektables Mittelstandsprofil zusammen mit ihrem nach dem Tod ihres Vaters bezogenen Haus in Baldovan Terrace in Dundee machte sie nicht offensichtlich verdächtig. Die Identität der oftmals polizeilich gesuchten Besucherinnen hielt so auch in ihrem späteren Leben geheim. Oft ließ sie ihr Haus einfach offen und stellte Lebensmittel zur Verfügung, traf aber die WSPU-Besucher nicht selbst. Es ist bekannt, dass sie 1914 Emmeline Pankhurst beherbergen wollte, aber Pankhurst wurde in Glasgow verhaftet, bevor sie in Carries Haus eintraf. Sie soll später geäußert haben, dass sie in gewisser Weise erleichtert war, da die Gefahr bestand, dass die Polizei eine Razzia nach der sehr gesuchten Pankhurst in ihrem Haus durchführte.
Wie viele andere Suffragetten setzte Carrie ihr Interesse an Frauenrechtsfragen auch nach dem Ersten Weltkrieg fort; sie war Gründungsmitglied der Women Citizens’ Association in Dundee. 1938 ging sie us gesundheitlichen Gründen und in der Überzeugung, dass sie nicht mehr lange zu leben hätte in Ruhestand. Sie beschloss noch eine einjährige Weltreise zu unternehmen und war bei Kriegsausbruch 1939 in New York City. Sie kehrte nach Dundee zurück und überlegte, wieder als Lehrerin zu arbeiten, entschied sich aber, ihre ehrenamtliche Arbeit fortzusetzen und unter anderem Evakuierte zu beherbergen.
In hohem Alter noch schrieb  sie ihre (unveröffentlichten) Erinnerungen auf und erst darin schilderte sie den Umfang ihres Einsatzes für die Suffragetten. Carrie wurde über 100 Jahre alt und starb 1981 in einem Pflegeheim im Dundeeer Stadtteil Broughty Ferry.